# The Chair in the Doorway
Albums de Living Colour
Collideøscope
(2003) Shade
(2017)
The Chair in the Doorway est le cinquième album studio du groupe Living Colour. L'album est sorti en septembre 2009.